# جاستن ويلكوكس
جاستن ويلكوكس (بالإنجليزية: Justin Wilcox) هو مصارع هاوي أمريكي، ولد في 12 مارس 1979.

## وصلات خارجية
- جاستن ويلكوكس على موقع يو إف سي (الإنجليزية)
- جاستن ويلكوكس على موقع بيلاتور (الإنجليزية)
- جاستن ويلكوكس على موقع شيردوغ (الإنجليزية)
- جاستن ويلكوكس على موقع IMDb (الإنجليزية)